# Эндек (гора)
Эндек — гора на западе Ялтинской яйлы Главной гряды Крымских гор. Панорамная безлесная вершина высотой 1371 метров у северной бровки яйлы, в 2.5 км к северу от горы Ставри-Кая (Ялтинский городской Совет). В 900 метрах к востоку находится вершина Кызыл-Кая (1358 м), в 1400 м на юго-юго-запад гора Рока. Южный и восточный склон Эндека пологий, имеет с яйлой перепады всего 50-70 м, поэтому с юга гора воспринимается как невысокий холм. Искусственные посадки сосны на террасированных склонах. Северные склоны поросли буковым лесом. На северном макросклоне истоки реки Кучук-Узенбаш. По Ялтинской яйле юго-восточнее Эндека проходит тропа туристического маршрута № 56.
Находится на территории Крымского природного заповедника, посещение без пропуска запрещено.